# Dobronak
Dobronak vagy Lendvavásárhely (szlovénül Dobrovnik) többségében magyarok által lakott falu a Muravidék középső részén, Szlovéniában. A trianoni békeszerződésig Zala vármegye lendvai járásának része, ma az azonos nevű község (járás) központja.

## Fekvése
Lendvától 13 km-re, Muraszombattól 20 km-re van. A falutól 3 km-re északnyugatra található a Bakónaki-patak (Bukovniški potok) felduzzasztásával létrehozott Bakónaki-tó (Bukovniško jezero). A falu egy síkságon, a Ravenskón terül el.

## A község (járás) települései
A községhez tartoznak még Dobronak mellett Őrszentvid (Strehovci) és Zsitkóc (Žitkovci) falvak.

## Története
Dobronakról az első írásos említés 1322-ből származik. Már 1334-ben temploma volt. Ezt követően az oklevelekben a helység Dobronok, Dobrolnok, Dobrunak alakban bukkan fel. 1389-től mezővárosként emlegetik, vagyis a környező falvaknál nagyobb, jelentősebb település volt.
1469-ben Hunyadi Mátyás Dobronakot a Bánffyaknak adta. Az 1524-es adat szerint Dobronakon 59 család élt (31 jobbágy és 28 zsellér) ami azt jelenti, hogy ebben az időszakban nagyobb volt Alsólendvánál.
Szigetvár 1566-os, de még inkább Kanizsa (Nagykanizsa) 1600-as török kézre kerülése után Dobronakot is veszélyeztették a török portyázó csapatok.
A Bánffyak 1644-es kihalását követően a település egy rövid időre a Nádasdy család birtokába került, majd a 17. század végétől az Esterházy család lesznek a földesurak és egyben a plébánia kegyurai. Az egyházközséghez tartozott Bödeháza, Gáborjánháza, Jósec, Göntérháza, Kámaháza, Radamos, Szijártóháza, Szombatfa és Zsitkóc.
A 18. századból több összeírás is megemlíti a településen működő iparágakat, amelyek közül legjelentősebb a fazekasság volt. Amíg 1703-ban 6 iparos élt Dobronakon, addig 1750-ben már 44 (41 fazekas) tevékenykedett a településen. 1773-ban az összeírt 82 iparosból 72 működött agyagiparosként. Mezővárosi jogállásából és földrajzi elhelyezkedéséből adódóan évente két vásárt rendeztek a településen, az egyik az Úr-nap utáni hétfőre esett, a másik július 25-re, azaz Szent Jakab-napjára. 1864-es adatok alapján Dobronakon 3 vegyeskereskedés működött, valamint 38 fazekas, 3 kovács, 2 asztalos, 1 kádár, 1 mészáros, 1 molnár, 1 szűrszabó és 1 cipész dolgozott.
1848-49-ben 20 dobronaki fiatal lett besorozva a magyar honvédségbe. Az 1867-es kiegyezést követő közigazgatási átrendezés során Dobronak az Alsólendvai járáshoz került. 1887-ben körjegyzőségi székhely lett, Bödeháza, Gáborjánháza, Göntérháza, Jósec, Kámaháza, Kebele, Radamos és Zsitkóc települések tartoztak a dobronaki jegyző alá. A dualizmus évtizedei alatt önálló csendőrőrsöt, postai és körorvosi hivatalt kapott, 1892-ben pedig megalapították a tűzoltóegyletet. 1912-ben a településen 3 vegyeskereskedő, 1 vasárubolt, több cipész, asztalos, kerékgyártó és fazekas, valamint egy borbély tevékenykedett. Téglagyára 1911-ben kezdte meg működését.
Az I. világháborúban 27 dobronaki fiatal halt hősi halált. Trianon után a jugoszláv államhoz került Dobronak közigazgatási, egyházi és gazdasági szerepe csökkent, mivel a vonzáskörzetébe tartozó helységek egy része a határ túloldalára került. 1919-ben a területet birtokba vette néhány napra a Vendvidéki Köztársaság fegyveres ereje.
A viszonylagos túlnépesedés, a világgazdasági válság és a diszkriminatív jugoszláv földreform (mely a település magyar lakosságát kizárta a földosztásból) nagyarányú kivándorlást idéztek elő a két világháború közötti időszakban.
1922-ben Dobronakon fűrésztelep létesült, 1930-ban a posta telefont kapott, a gazdasági világválságot követően, 1935-ben pedig egy kisebb gőzmalmot helyeztek üzembe.
A II. világháború alatt, 1941 és 1945 áprilisa között Dobronak újra magyar fennhatóság alá került. A falu lakossága sokat szenvedett a háború alatt, 22 fő vesztette életét. A titói Jugoszláviában bevezették a termény-, valamint az állat-beszolgáltatást és a jegyrendszert. A kilátástalanság miatt sok fiatal az illegális kivándorlásban keresett menedéket. Később a hazai és a külföldi munkalehetőségek, valamint a mezőgazdaság helyzetének javulása jelentős mértékben növelték az életszínvonalat.
A háború utáni hatvan év építkezései következtében Dobronak új arculatot kapott. Kiépült a villany-, a víz- és a telefonhálózat, 1962-ben átadták az új iskola épületét, 3 lakótömb is épült. Az 1970-es években kaptak a település utcái aszfaltburkolatot, 1983-ban adták át a kultúrotthont, szabályozták a patak medrét. Ezzel szemben a II. világháború után államosított gazdasági kisüzemek sorra zárták be kapuikat.
A település lakosainak száma csökkenőben van. Fő foglalkozásuk a mezőgazdaság.
Kétnyelvű általános iskola van a faluban.

## Népessége
Amíg a 20. század elején, 1910-ben a településen 1478 személyt írtak össze, addig közel száz évvel később, 2002-ben már csak 948 főnyi népesség élt a településen.

## Híres személyek
- Itt született 1588-ban Dobronoki György jezsuita rendi tanár.

## Nevezetességei

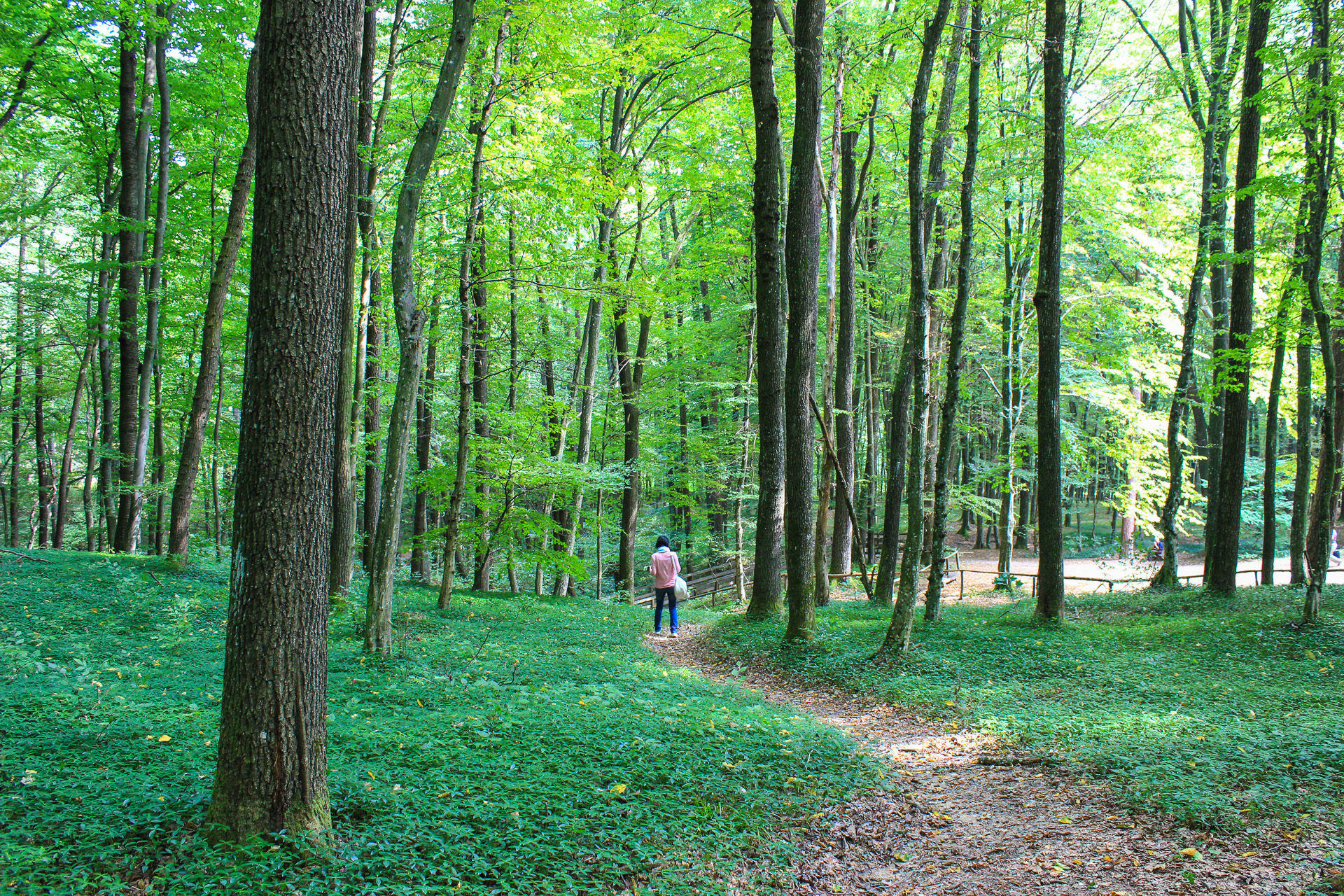
Az "Energiapark"

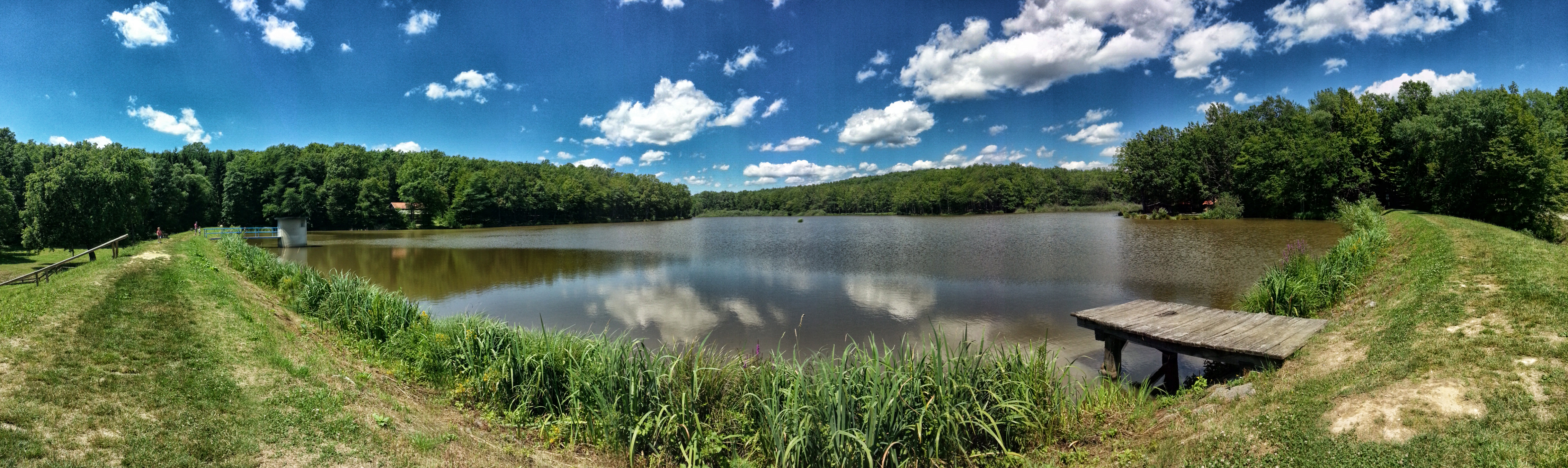
A Bakónaki-tó

Egy 1334-ben keletkezett összeírás említi először Dobronakon a Szent Jakab templomot. Az 1669-ből származó canonica visitatio szerint a dobronaki plébániatemplom falazott, boltozott szentéllyel és sekrestyével, hajója gerendázott mennyezetű. A templomban három oltár volt. A fából épült templomtorony külön állt.
Az 1747-ben a plébániatemplom leégett. A ma álló templomépületet a templom és a plébánia kegyura, Esterházy (II) Miklós herceg az egyház és a hívők segítségével építette 1794 és 1796 között. Az 1500 férőhelyes új épületnek boltozott mennyezete és ugyanolyan magas tornya volt, mint a tetőzete. Az első világháború kitörése előtt, 1914-ben kezdte el a templombelsőt kifesteni és freskókkal díszíteni Pandúr Lajcsi lendvai festőművész. Sajnos az 1980-as évek elején a freskókat átfestették. A II. világháborút követően, 1963-ban a templom tornyát megemelték, és a templom elnyerte ma is látható formáját.
A Dobronaki házban helytörténeti és néprajzi gyűjtemény tekinthető meg.
Az orchideafarm és trópusi kertje. Felnőtt jegy 2019-ben 5 euró.

### A környéken
- Bakónaki-tó és az "Energiapark"

A park egy erdős terület, túrautakkal, egy kis tóval, erdei kápolnával és gyógyforrással. A településtől 3 km-re ÉNy-ra fekszik.